# Superficie corporea
In fisiologia e medicina la superficie corporea (in inglese Body Surface Area, BSA) è la misura o il calcolo della superficie corporea del corpo umano. Per molti aspetti clinici il BSA è un indice di massa metabolica migliore del peso corporeo perché è meno influenzato dal tessuto adiposo in eccesso.
Tuttavia, ci sono state diverse critiche sull'uso del BSA nel determinare il dosaggio di farmaci con un basso indice terapeutico come ad esempio i chemioterapici. Solitamente c'è una variabilità di 4-10 volte nella clearance dei farmaci citotossici tra i diversi individui dovuta a differenti processi di eliminazione del farmaco legato a fattori genetici o ambientali. Questo può portare ad un sovradosaggio o più comunemente ad un sottodosaggio (con conseguente incremento del rischio di recidiva). Può determinare anche un fattore di distorsione (bias) nella fase I e II degli studi clinici condizione che potrebbe determinare un prematuro abbandono nella ricerca di farmaci potenzialmente utili.
L'orientamento alla medicina personalizzata è un approccio per contrastare questo bias. Il calcolo del BSA è più semplice rispetto ad altre misure di volume.